# Sobre todas estas estrellas
Sobre todas estas estrellas es un documental/cortometraje dirigida por Eliseo Subiela y protagonizada por Nené Morales. 

## Sinopsis
Los extras son los que dan soporte a las películas, los dobles de riesgo son las verdaderas estrellas. Sobre todos ellos se levanta el cine con aires de grandeza. 

## Reparto
- Nené Morales como Bettina
- Hugo Mújica (Voz)